# Isophya kosswigi
Isophya kosswigi är en insektsart som beskrevs av Demirsoy 1974. Isophya kosswigi ingår i släktet Isophya och familjen vårtbitare. Inga underarter finns listade i Catalogue of Life.